# Sklode von Perbandt
Sklode von Perbandt-Langendorf (* 17. November 1902 in Langendorf bei Eichen, Kreis Wehlau; † 17. Mai 1983 in Bonn) war ein deutscher Ministerialbeamter.

## Leben
Sklode von Perbandt war Sohn des Besitzers der Rittergüter Pomedien und Langendorf, kgl. preuß. Major d. R., Georg von Perbandt (1860–1929) und der Johanna Karoline Franziska von Thaer (1869–1958), Mitinhaberin der ostpreußischen Güter Langendorf, Albrechtshof, Glücklack etc. Sie war die Tochter der Franziska von Dresler und Scharfenstein und des 1867 nobilitierten Gutsbesitzers Ernst von Thaer. Nach dem Besuch des Königlichen Wilhelms-Gymnasiums(Königsberg) studierte Sklode an der Albertus-Universität Königsberg und der Rheinischen Friedrich-Wilhelms-Universität Bonn. 1922 wurde er Mitglied des Corps Borussia Bonn. 1928 war er Regierungsreferendar in Schneidemühl. Nach dem Assessorexamen trat er in den Staatsdienst ein. 1935 wurde er zum Regierungsrat befördert. Am Ende des Zweiten Weltkriegs war Sklode beim Gemeindeprüfungsamt im Reichsministerium des Inneren tätig.
Von 1945 bis 1947 war er beim Oberpräsidium der Provinz Nordrhein beschäftigt. 1947 wurde er zum Ausschusssekretär beim Zonenbeirat der britischen Besatzungszone in Hamburg berufen und zum Ministerialrat ernannt. 1948 wurde er als Sekretär zur Abteilung II des Sekretariats des Parlamentarischen Rats abgeordnet. Als erster Beamter wechselte er 1949 als Leiter der Personalabteilung in das Bundesministerium des Innern (BMI). 1953 wurde er zum Ministerialdirigenten ernannt. Von Perbandt kam eine besondere Rolle bei der Auswahl geeigneter, möglichst unbelasteter Kandidaten für die Stellenbesetzungen beim Aufbau des BMI zu. 1961 trat er in den Ruhestand ein.
Sklode von Perbandt war nicht verheiratet und mit seinen ebenso beiden nicht liierten Geschwistern Jutta (1900–1977) und Georg (1895–1969) Mitinhaber des Gutes Langendorf. Sein ältester Bruder Albrecht Georg Ernst Konradin Nalube von Perbandt (1894–1958) wurde Landrat und Gutserbe von Pomedien und Brandt. Der Generalmajor Albrecht von Thaer war Sklodes Schwager.

## Auszeichnungen
- Großes Verdienstkreuz des Verdienstordens der Bundesrepublik Deutschland[1]